# Mabatini (Mbeya)
Mabatini ist ein Verwaltungsbezirk (Ward) des Distrikts Mbeya (CC) in der tansanischen Region Mbeya.

## Geografie
Mabatini ist ein kleiner Stadtbezirk im Westen des Zentrums der Regionshauptstadt Mbeya. Die Grenze im Osten bildet die Mbalizi Road, im Südosten die Nationalstraße T1. Die Fläche des Stadtteils beträgt 1,9 Quadratkilometer und bei der Volkszählung 2022 lebten hier 6872 Menschen in 2054 Haushalten.

## Gliederung
Der Bezirk besteht aus sechs Stadtteilen (Mtaa):
- Senjele
- Mabatini
- Mianzini
- Kajigili
- Kisunga
- Simike

## Wirtschaft und Infrastruktur
- Bildung: Die Mabatini Secondary School bildet Jugendliche bis zur 6. Stufe aus.[6]
- Gesundheit: Im Jahr 2022 wurde die Geburtsabteilung im Regionalkrankenhaus in Mabatini fertiggestellt.[7][2]